# سبورت ريسيفي
نادي ريسيفي الرياضي (بالبرتغالية: Sport Club do Recife‏) أو سبورت ريسيفي، هو نادي كرة قدم برازيلي، تأسس بتاريخ 13 مايو 1905م ويلعب في دوري الدرجة الأولى.

## التاريخ
غيلهيرم دي أكوينو فونسيكا، مؤسس النادي الرياضي سبورت ريسيفي، كان عضوا في أسرة ثرية في بيرنامبوكو. والده، جواو دي أكوينو فونسيكا وأمه ماريا يوجينيا ريجاداس. درس في جامعة كامبريدج حيث تخرج كمهندس.بالإضافة إلى شغف لكرة القدم، بدأ الحلم كبير. عند عودته، وعد نفسه، وقال انه وجد ناد لكرة القدم، وهو الذي أصبح في وقت لاحق سبورت ريسيفي، مع أمواله الخاصة، اشترى كرات، صفارات وجميع أنواع المعدات اللازمة لهذه الرياضة.بعد أيام من تأسيسها، وتحديدا في 28 مايو، تم تشكيل المجلس الأول من سبورت ريسيفي، مع السطر التالي: الرئيس - إليسيو ألبرتو سيلفيرا، نائب الرئيس - بوافينتورا ألفيس بينهو، السكرتير الأول - ماريو سيت، السكرتير الثاني - فريدريكو روفيلو دي أوليفيرا، أمين الصندوق - أوسكار توريس، المحامي - ألبيرتو أموريم، مدير أرض الرياضة - غيلهيرم دي أكوينو فونسيكا، مدير الرياضة البحرية - باولينو ميراندا.
أول مباراة
في نفس العام لعب الفريق أول مباراة لكرة القدم ضد فريق يسمى إنجليش إليفين. انتهت المباراة بالتعادل، توركاتو غونكالفس سجل الهدف الأول للنادي الذي تم إنشاؤه حديثا (سبورت ريسيفيه).
أول بطولة
بعد إنشاء الدوري المحلي، شارك سبورت ريسيفي للمرة الأولى، وحصل على بطولة ولاية بيرنامبوكو عام 1916. لعب المباراة النهائية في 16 ديسمبر، وهزم سبورت سانتا كروز 4-1
الفوز بكأس البرازيل
في 11 يونيو 2008، أصبح النادي الرياضي لا ريسيفي أول ناد من شمال شرق البرازيل يفوز بكأس البرزيل.

## انجازاته
حصل نادي ريسيفه على بطولة الدوري للدرجة الأولى بالبرازيل عام 1987م، وخطف لقب دوري الدرجة الثانية البرازيلية عام 1990م، كما حصلت على لقب كأس البرازيل عام 2008م.

## وصلات خارجية
- اللاعبين وسعرهم التسويقي
- مباريات الفريق
- الموقع الرسمي